# Vankori olajmező
A vankori olajmező (oroszul: Ванкорское месторождение) hatalmas készletekkel rendelkező földgáz- és olajlelőhely Észak-Szibériában, Oroszország Krasznojarszki határterületének északnyugati részén. Kereskedelmi kitermelését 2009-ben kezdték meg, olaját több száz kilométeres távvezetéken továbbítják egy központi vezetékrendszerbe és azon át exportra. A Szovjetunió összeomlása óta feltárt és művelésbe vett olajmezők közül ez a legnagyobb.

## Lelőhelyek
A vankori olajmező a Nyugat-szibériai-alföld északkeleti szélén fekszik; geológiai értelemben a nyugat-szibériai olajmedencéhez tartozik. Két részből: egy vankori területből (a Turuhanszki járásban) és egy észak-vankori területből (a Tajmiri (Dolgan-Nyenyec) járásban) áll. Három másik lelőhellyel együtt az úgynevezett vankori blokkhoz (vagy vankori lelőhelycsoporthoz) tartozik. Ezek: a lodocsnajai (Lodocsnaja a Nagy-Heta egyik mellékfolyójának neve); Лодочное месторождение), a szuzuni (Сузунское месторождение) és a taguli  (Тагульское месторождение) olajlelőhely.

## Vankor
Termelés jelenleg (2013-ban) csak Vankorban, a Turuhanszki járásban folyik. Ez a vankori olajlelőhely Igarkától 142 km-re nyugatra fekszik, területe 447 km². Központi bázisát (telephelyét) a Nagy-Heta középső folyása mentén építették ki. 
Az alacsony (átlag 0,2%) kéntartalmú, jó minőségű olaj alsó kréta kőzetekben fekszik. Az olajmező három olajtároló rétegből áll. 2013 elején olajkészleteit 499 millió tonnára, földgázkészleteit 175 milliárd köbméterre becsülték.
A vankori olajmezőt 1988-ban tárták fel. 2003-ban adták meg rá a termelési engedélyt, és az orosz állam által is tulajdonolt Rosznyefty társaság ugyanekkor szerezte meg az ellenőrzést a projekt fölött. A projekt realizálására hozták létre a Vankornyefty részvénytársaságot. Az előkészítő munka és a terület részletes kutatása után, 2006-ban kezdődött az építkezés. 
A kereskedelmi termelést 2009. júliusban indították el, de hivatalosan és ünnepélyesen csak augusztus 21-én Vlagyimir Putyin (akkor éppen miniszterelnök) jelenlétében kezdték meg. 2010-ben, az első teljes naptári évben 92,9 millió barrel (12,7 millió tonna) olajat termeltek; 2011-ben 15 millió tonnát, a 2012-ben 18,3 millió tonnát. A teljes kapacitás elérése után évente maximum 25 millió tonna kőolaj felszínre hozása várható.
Vankorban többek között az alábbi létesítmények készültek el: 
- olajelőkészítő üzem (az olaj, a víz és a gáz szétválasztására)
- olajtárolók, összesen mintegy 180 ezer m³
- 200 MW-os gázturbinás erőmű, hőenergiáját a helyiségek fűtésére és a központi gyűjtőhelyen az olaj melegítésére használják
- több gázkompresszor állomás
- kisebb olajfeldolgozó üzem, melyben évi 50 ezer tonna helyben felhasználandó dízel-üzemanyagot állítanak elő
- a kezdeti ideiglenes, 1220 fős munkástelepen kívül kb. 2000 olajmunkás számára és az alvállalkozói cégek munkásainak elhelyezésére is munkástelepek épültek.

## Szállítás
Országút, vasútvonal a térségben nincs. A vízi úton történő szállítás nagyon korlátozott. A Nagy-Heta évente általában legfeljebb 2-3 hétig (június második felében) hajózható. Ebben a rövid hajózási időszakban a Jenyiszejről előre összeállított hajó (uszály-) karavánok indulnak fölfelé a Nagy-Hetán a torkolattól 437 km-re fekvő központi telephelyre. Így szállították például az olajvezetékekhez szükséges csövek egy részét. 
A nagyméretű vagy súlyos gépeket, építési anyagokat, rakományokat a keményre fagyott földön vágott téli utakon (orosz nevük zimnyik) teherjárművekkel szállítják a helyszínre. Ezek a téli utak általában decembertől májusig használhatók. Két nagy zimnyiket építettek ki: az egyik Igarkától 12 km-re északra, a Jenyiszej bal partján létesített raktárbázistól (Priluki) indul ki és kb. 170 km hosszú; odáig a nyár folyamán vízi úton juttatják el a rakományokat. A másik jóval hosszabb és nyugat felől, Zapoljarnoje településtől vezet Vankorba.
A munkarő utánpótlását, cseréjét légi úton és a téli zimnyiken végzik. A váltásos rendszerben dolgozó építő- és olajmunkásokat (kéthetente-havonta?) nyáron helikopterekkel, a téli fagyott úton pedig gépjárműveken az igarkai repülőtérre (illetve onnan vissza-) szállítják.

## Távvezeték
Az olajat a Rosznyefty kb. 556 km-es, Vankor és Purpe között lefektetett távvezetékén juttatják el a Transznyefty olaj- és gázszállításra szakosodott társaság Kelet-Szibéria–Csendes-óceán kőolajvezeték hálózatába, elsősorban kínai exportra. 
Építése 2006 őszén, egyszerre több szakaszon kezdődött és rendkívül zord feltételek között folyt: az évszakok közötti nagy hőmérsékleti különbségek, a mocsaras tundra vagy tajga, az északi részeken a állandóan fagyott talaj és a hiányzó közlekedési infrastruktúra is nehezítette a munkát. A Vankorból délnyugat felé vezető olajvezeték északi szakaszán (226 km) az állandóan fagyott talajon a csöveket a föld felett, a délebbre fekvő szakaszon (330 km) föld alatt fektették le.

## Termelés, fejlesztés
A szeizmikus adatok feldolgozása, a fúrás és a kutak mélyítése során korszerű technológiákat alkalmaznak, a termelés ellenőrzését intelligens rendszerekkel végzik. A keletkező kísérőgáz legnagyobb részét helyben, a termelés során hasznosítják. Az egyik fő fogyasztó a gázturbinás erőmű, ahol több mint egy milliárd köbméter gázt használnak fel évente. A rétegnyomás fenntartására, az olaj jobb kihozatalára évente várhatóan 2,5 milliárd m³ gázt a föld alá visszanyomnak. A helyben fel nem használt, maximum 5,6 milliárd m³ gázt a Gazprom vezetékrendszerébe fogják továbbítani.
A Vankornyefty közlése szerint a cég maximálisan törekszik a környezetkímélő megoldások alkalmazására, így többek között az útépítésnél a természetes növénytakaró védelmére. Az összes épületet és tartályt hőstabilizálóval látják el, hogy meggátolják az állandóan fagyott talaj olvadását. A fúrások mélyítésénél keletkező iszapos törmeléket aprítás és hígítás után visszajuttatják egy föld alatti rétegbe. Jelentős összegeket fordítanak Igarka repülőterének korszerűsítésére és a város fejlesztésére is.